# Rafał Ratajczyk
Rafał Ratajczyk (Żyrardów, 5 april 1983) is een Pools voormalig baanwielrenner die ook op de weg actief was.

## Belangrijkste overwinningen
2005
- Pools kampioen tijdrijden, Beloften

## Belangrijkste resultaten op de baan
| Jaar | PK | EK          | WK          | Overig                                   |
| ---- | -- | ----------- | ----------- | ---------------------------------------- |
| 2006 |    | Omnium      | Puntenkoers | WB Sydney scratch, WB Manchester scratch |
| 2007 |    | Omnium      | Scratch     | WB Manchester scratch                    |
| 2008 |    |             |             |                                          |
| 2009 |    |             |             |                                          |
| 2010 |    | Omnium      |             |                                          |
| 2011 |    | Puntenkoers |             |                                          |